# Attrito linguistico
L'erosione linguistica, detta anche attrito linguistico, è la perdita di una prima o seconda lingua o di una porzione di essa da parte di una comunità o di un individuo. L'attrito linguistico è correlato al multilinguismo e all'apprendimento di una lingua.
Molti fattori sono in gioco nell'imparare (apprendimento) e nel disimparare (perdita) la prima e la seconda lingua. La perdita di una lingua può essere semplicemente l'inverso dell'apprendimento. In altri casi, il tipo e la velocità dell'attrito linguistico dipendono dal singolo individuo, o anche dalla sua età e dal suo livello di cultura. Per una stessa seconda lingua, l'attrito può avere effetti differenti a seconda di quale sia l'ambiente dominante della prima lingua.
Spesso, l'attrito linguistico può essere molto diverso da un caso ad un altro. Le persone che stanno imparando una lingua, e che sono motivate a mantenere la propria prima o seconda lingua, potranno conservarla molto bene, anche se per farlo sarà necessario probabilmente uno studio continuo.

## Origini dello studio accademico
Solo negli ultimi decenni lo studio dell'attrito linguistico è diventato una branca della linguistica, a cominciare da una conferenza del 1980 all'Università della Pennsylvania intitolata Perdita delle abilità del linguaggio (Lambert e Freed, 1982).
Scopo di questa conferenza era di discutere le aree di attrito della seconda lingua (L2) e di ideare possibili campi di ricerca futura nella perdita della seconda lingua. La conferenza rivelò che l'attrito è un soggetto ampio, che copre vari tipi di perdita della lingua e che esistono vari motivi per tale perdita. Un fenomeno correlato è la perdita della lingua dovuta al contatto con altre lingue più dominanti, che può portare alla morte di una lingua.

## Definizioni e aree della perdita
Limitatamente all'individuo, possono essere definite quattro aree di perdita della lingua; a seconda di cosa viene perso - prima lingua (L1) o seconda lingua (L2) - e di dove viene perso - in un ambiente L1 o L2.
La descrizione dell'attrito linguistico basata su questi criteri è nota come "tassonomia di van Els". 
| X          | Ambiente linguistico (L1)          | Ambiente linguistico (L2)                                |
| ---------- | ---------------------------------- | -------------------------------------------------------- |
| Perdita L1 | L1 (ad esempio afasia)             | L1 (ad esempio emigrati o comunità minoritarie)          |
| Perdita L2 | L2 (ad esempio studenti di lingue) | L2 (ad esempio vecchi emigrati che tornano alla loro L1) |

La perdita di L1 in un ambiente L1 si può osservare in persone affette da demenza o da afasia. La perdita di L1 in un ambiente L2 è osservabile tra gli immigrati che perdono la loro prima lingua nel nuovo ambiente. La perdita di L2 in un ambiente L1 si osserva solitamente in individui che hanno perso la capacità di usare una L2 che è stata forse studiata a scuola nel loro ambiente L1. Infine, la perdita di L2 in un ambiente L2 è più comunemente osservata tra le comunità di emigrati senza un addestramento formale nella loro L2 che perdono tale L2 perché invecchiano e tornano alla loro L1.
Hansen (2001) modificò la tassonomia di van Els per collegarli al contesto della lingua giapponese. Definì otto aree di possibile attrito linguistico.
Quattro di queste sono probabili perdita di tipo L1:
- 1. giapponese L1 (demenza e afasia).
- 2. minoranze L1 in Giappone (Ainu, Okinawa, coreani, cinesi e nikkei).
- 3. emigranti giapponesi L1 che vivono all'estero.
- 4. stranieri L1 che vivono in Giappone.

Quattro di questi sono probabili perdita di tipo L2:
- 5. insegnanti L1 di lingue straniere giapponesi.
- 6. non giapponesi L1 che studiano il giapponese fuori dal Giappone.
- 7. giapponesi L1 che vivono all'estero e tornano in Giappone.
- 8. giapponesi L1 con attrito all'estero.

Mentre la tassonomia di Hansen si riferisce al Giappone e al contesto giapponese,
può essere facilmente adattato per altre nazioni e ad altri contesti linguistici.

## Problemi nella ricerca dell'attrito
Quando si studia la perdita delle lingue (di tipo L1 o L2), nascono dei problemi.
Sotto ci sono le aree di studio dell'attrito dove possono accadere tali problemi.

## L1
Jaspaert, Kroon & van Hout (1986) identificano un certo numero di difficoltà e di problemi relativi all'attrito linguistico L1.
Generalità
- 1. Per cercare di misurare ciò che è perso può essere sufficiente riattivare o iniziare l'apprendimento della lingua.
- 2. Cambio di lingua e perdita della lingua non sono la stessa cosa.
- a. Il prestito lessicale non indica perdita. Molte unità della lingua inglese, spesso relative alle tecnologie scientifiche, o alla cultura pop, si trovano in molte altre lingue mondiali.

E molte di queste lingue hanno dato unità linguistiche all'inglese. Recenti prestiti lessicali all'inglese sono, per esempio, sushi e tsunami dal giapponese.
- b.Il cambio morfo-sintattico non indica perdita (vedi inglese afroamericano vernacolare o

lingua creola per esempio).
- 3. Il progresso nel tempo non è lineare, così come non lo è la regressione nel tempo.

Comparazione di gruppi
- 4. Gruppi di controllo possono essere sottoposti a cambiamenti diversi o inosservati dovuti a fattori politico-socio-economici.
- 5. Gruppi studiati possono aver avuto un apprendimento incompleto.
- 6. Comunità statiche di emigrati hanno diverse caratteristiche rispetto a coloro che hanno un costante influsso di nuovi membri.

Comparazione di individui
- 7. Ogni individuo L1 o L2 è unico con il suo proprio sistema di lingua, strutturato secondo le proprie esperienze negli ambienti L1 o L2.
- 8. Definire una norma o uno standard è difficile.

Uso di grammatiche o di dizionari
- 9. Queste sono forme idealizzate della lingua, a cui la maggior parte delle persone L1 o L2 che la usano non perverranno mai.

Uso di autovalutazioni/scale di competenza
- 10. I soggetti possono sottostimare le loro attuali abilità linguistiche comparate con le passate abilità.
- 11. Chiedere ai soggetti di pensare a cosa possono e non possono fare, può riattivare ciò che hanno imparato in precedenza. (Vedi punto 1 sopra).

### L2
Lambert e Moore (1986) hanno cercato di definire numerose ipotesi riguardo alla natura della perdita di una lingua, in relazione a vari aspetti del linguaggio. Hanno previsto un test per i dipendenti del Dipartimento di stato statunitense che comprenderebbe quattro categorie linguistiche (la sintassi, la morfologia, il lessico e la fonologia) e tre ambiti di competenza (la lettura, l'ascolto e il parlato). Una parte di traduzione compariva in una sottosezione di ogni ambito di competenza valutato. Il test doveva comprendere tratti linguistici con cui, secondo gli insegnanti, gli studenti hanno più difficoltà. Un tale test potrebbe confondere ciò che non è stato acquisito con ciò che è stato perso. Tramite comunicazioni personali con Kopke e Schmid (2004), Lambert ha descritto i risultati come "non abbastanza sostanziali per essere molto utili nello sviluppo del nuovo campo dell'attrito nelle competenze linguistiche". 
L'uso dei test di traduzione al fine di studiare la perdita linguistica è inadeguato per diverse ragioni: la natura esatta di cosa valutano tali test è discutibile; c'è troppa variazione tra parlanti individuali; la differenza tra coloro che perdono una lingua e i bilingui è difficile da quantificare; l'attivare due lingue contemporaneamente potrebbe provocare l'interferenza.
Yoshitomi (1992) ha tentato di definire un modello dell'attrito linguistico collegato ad alcuni aspetti neurologici e psicologici dell'apprendimento e attrito del linguaggio. Ha trattato quattro ipotesi possibili e cinque aspetti chiave connessi all'acquisizione e all'attrito. Le ipotesi sono:
- 1. Ordine Inverso: l'ultimo appreso, il primo dimenticato. Gli studi effettuati da Russell (1999) e Hayashi (1999) hanno entrambi trattato il sistema di negazione giapponese e hanno entrambi trovato che l'attrito si verificava in ordine inverso rispetto all'acquisizione. Yoshitomi e altri, Yukawa (1998) compreso, sostengono che l'attrito può avvenire così rapidamente che sia impossibile determinare l'ordine di perdita.
- 2. Rapporto inverso: meglio appreso, meglio ritenuto. Le particelle linguistiche che si acquisiscono prima sono anche quelle che risultano più rinforzate. Come conseguenza, le ipotesi 1 e 2 "colgono i tratti linguistici principali dell'attrito linguistico." (Yoshitomi, 1992, 297).
- 3. Periodo critico: a circa nove anni. Man mano che il bambino cresce, diventa meno capace di padroneggiare abilità native. Inoltre, potrebbe essere che si padroneggiano i vari tratti linguistici (per esempio la fonologia o la sintassi) a diverse età. Hyltenstam & Abrahamsson (2003) sostengono che in genere dopo l'infanzia diventa sempre più difficile acquisire una lingua da madrelingua, ma non c'è un limite massimo particolare. Trattano anche un certo numero di casi in cui un soggetto ha acquisito una L2 vicina madrelingua nell'infanzia.
- 4. Attaccamento: la motivazione e l'atteggiamento.

Secondo Yoshitomi, i cinque aspetti chiave collegati all'attrito sono: la neuroplasticità, la consolidazione, la permastore/i risparmi, l'accessibilità ridotta e le abilità ricettive vs. produttive.